# Sandracottus palawanensis
Sandracottus palawanensis är en skalbaggsart som beskrevs av Satô 1979. Sandracottus palawanensis ingår i släktet Sandracottus och familjen dykare. Inga underarter finns listade i Catalogue of Life.